# 冰川快车
46°35′42″N 9°45′36″E / 46.59500°N 9.76000°E

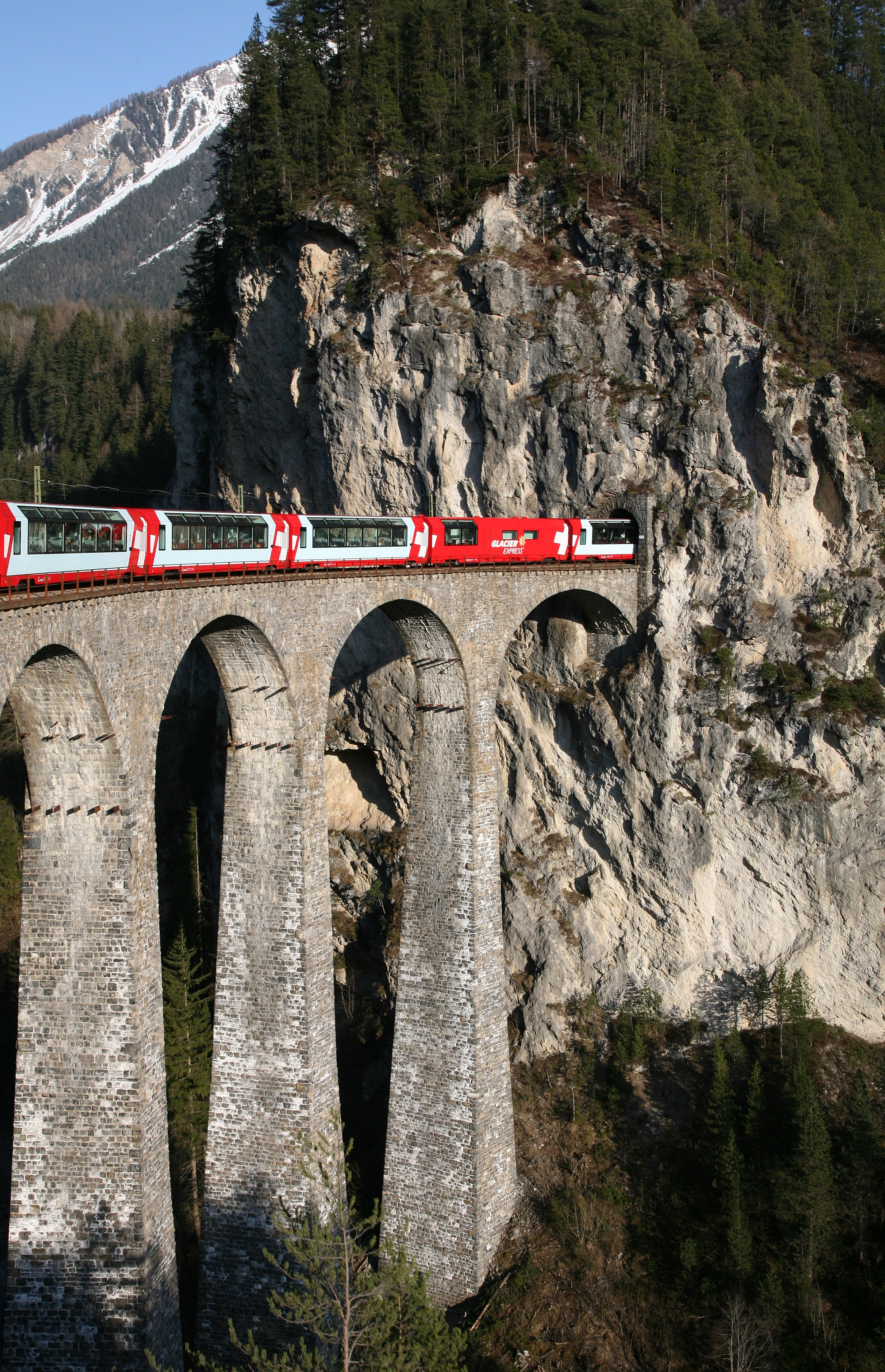
郎德瓦薩橋（Landwasserviadukt）

冰川快车（德語：Glacier-Express）是一條從策馬特行駛到聖模里茲（夏季可達達沃斯）之間的鐵路線，是著名的觀光路線，由勞蒂亞鐵路（Rhätische Bahn）及馬特洪哥達鐵路（Matterhorn-Gotthard-Bahn，本身原是兩家公司）共同經營。
冰川快车的行駛速度並不快，但是中途即使行經不同鐵路路線，乘客也不必換車。在路程中，冰川快车一共跨越291座橋樑、穿过91条隧道，並通過海拔2033公尺的歐伯拉普隘口（Oberalp Pass），總時程約7個半鐘頭。冰川快车全線採用窄軌鐵道，並有部分路段利用齒軌以利在陡峭的坡度上行進。
持有歐鐵（Eurail）乘車證的旅客，若無其他車票，則只能從聖模里茲搭往迪森提斯（Disentis/Mustér）。若要以迪森提斯作為起點，則必須預先另購車票，這種車票可分兩級，從迪森提斯到采爾馬特的一級票在2006年的票價為130瑞士法郎；二級票則為75瑞士法郎。

## 外部連結
- Glacier Express official website（页面存档备份，存于）
- Glacier Express（页面存档备份，存于） A personal trip on the Glacier Express with photographs

 维基共享资源上的相關多媒體資源：冰川快车
1. 1 2  . 瑞士国家旅游局.   [2021-10-06].